# Veronica (media)

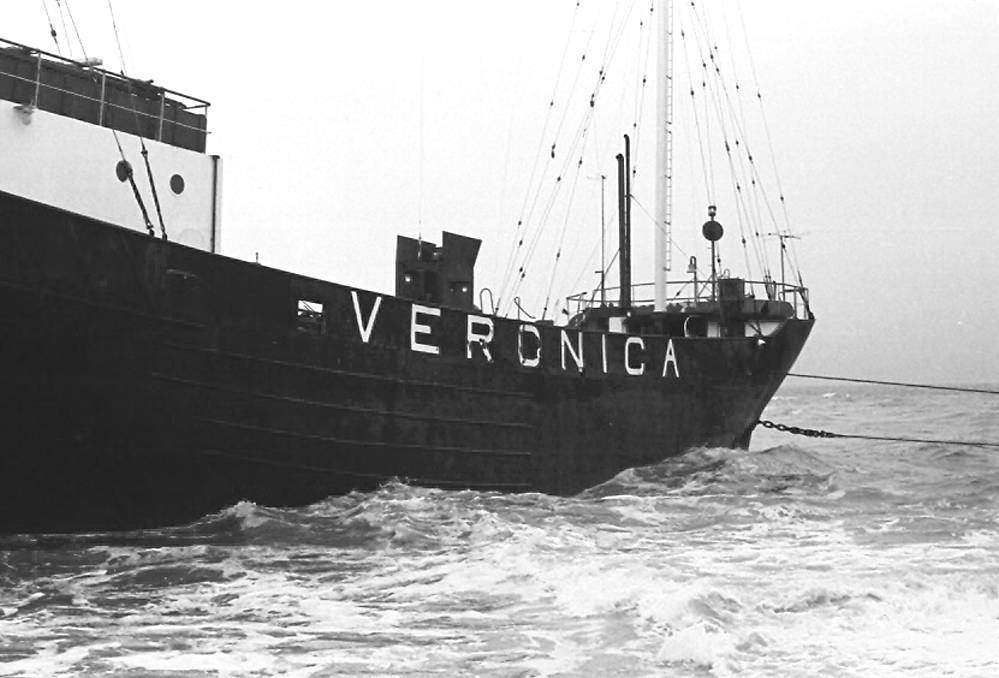
Veronica Norderney w 1973 roku

Veronica – marka holenderskich komercyjnych stacji radiowych i telewizyjnych. Swoją działalność rozpoczęła 17 maja 1960 jako stacja radiowa Radio Veronica. Jej nazwa pochodzi od skrótu VRON (Vrije Radio Omroep Nederland, Wolne Radio Holandii), która jest odniesieniem do ówczesnych przepisów, które nie zezwalały komercyjnym nadawcom radiowym na działanie w Holandii